# Fernando Palma
Fernando Palma (Tegucigalpa, Honduras) , en mandarín “費南多帕馬” es un ingeniero industrial, modelo y actor hondureño de cine y televisión. Es conocido como embajador cultural de Honduras ante Taiwán.

## Biografía
Palma nació en Tegucigalpa,  capital de Honduras. Cursó la carrera de Ingeniería Industrial en la Universidad Católica de Honduras. Realizó sus estudios de maestría en la universidad Yuan Ze de Taiwán. El gobierno de Taiwán reconoció a Fernando Palma como el primer latinoamericano en incursionar en la industria del entretenimiento del país. Se ha se ha convertido en un personaje latinoamericano de alcance mediático dentro de la industria cinematográfica y del entretenimiento en Taiwán.

## Cine y Televisión
Ha logrado actuar para prestigiosas marcas de deportes en Taiwán. Logró ser reconocido como el embajador cultural por su impacto como joven latino en la sociedad taiwanésa.